# NGC 1348
NGC 1348 (другое обозначение — OCL 391) — рассеянное звёздное скопление в созвездии Персея.
Этот объект входит в число перечисленных в оригинальной редакции «Нового общего каталога».
Обнаруженная в январе 2012 года затменная двойная звёздная система, возможно, принадлежит этому скоплению.